# Carsia sororiata
Carsia sororiata là một loài bướm đêm thuộc họ Geometridae. Nó được tìm thấy ở miền bắc và trung Âu, vùng Ural, Xibia, Viễn Đông, miền bắc Mông Cổ và ở Bắc Mỹ từ Alaska tới Newfoundland và tới New Hampshire.

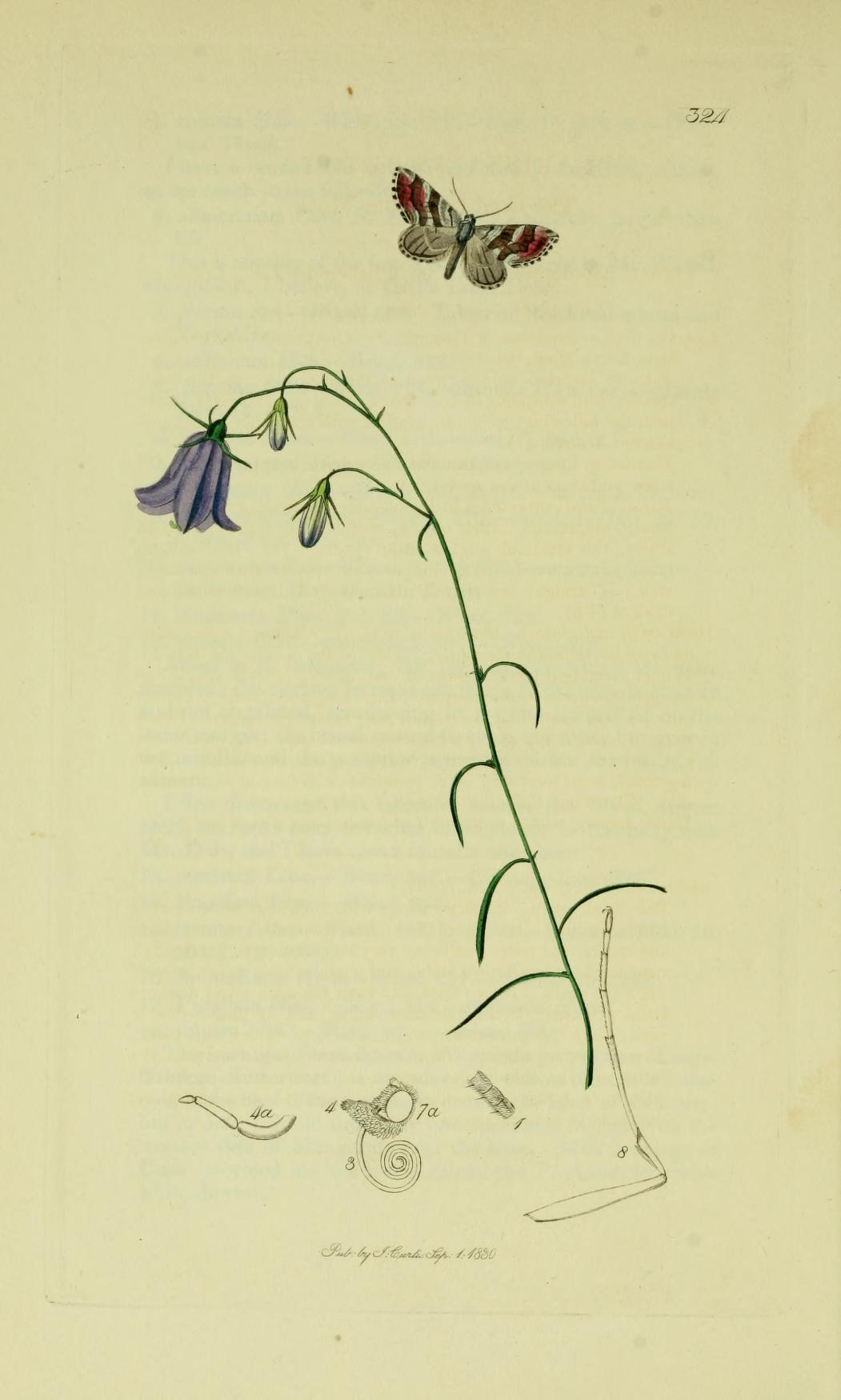
Minh họa của John Curtis trong British Entomology Volume 6

Sải cánh dài 20–30 mm. Con trưởng thành bay từ tháng 7 đến tháng 8.
Ấu trùng ăn các loài Vaccinium khác nhau (bao gồm Vaccinium uliginosum, Vaccinium oxycoccos và Vaccinium myrtillus) cũng như Rubus arcticus.

## Phụ loài
- Carsia sororiata sororiata
- Carsia sororiata alpinata Packard, 1873
- Carsia sororiata labradoriensis (Sommer, 1897)
- Carsia sororiata thaxteri Swett, 1917
- Carsia sororiata columbia McDunnough, 1939
- Carsia sororiata anglica Prout, 1937
- Carsia sororiata imbutata (Hubner, 1813)

## Hình ảnh

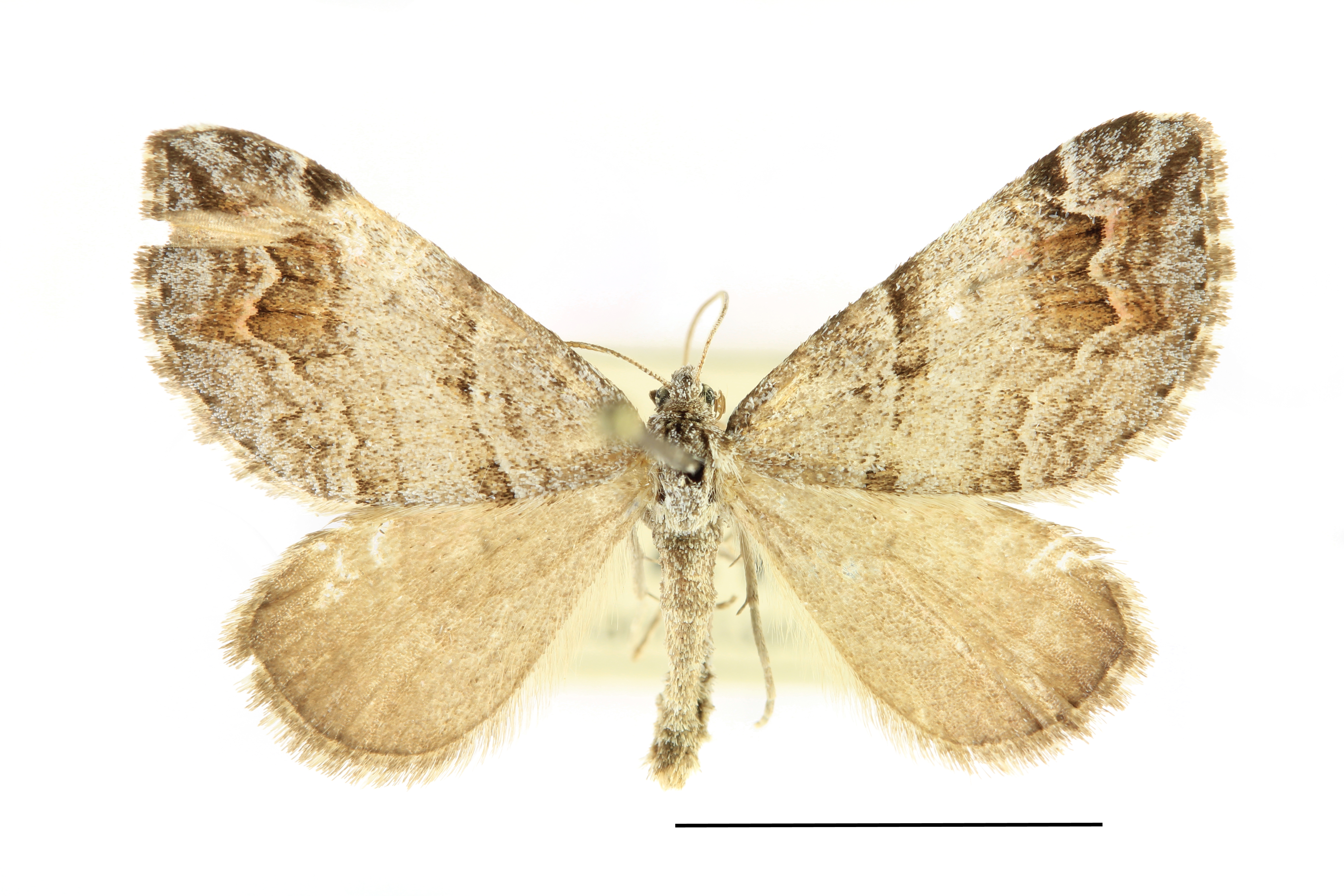
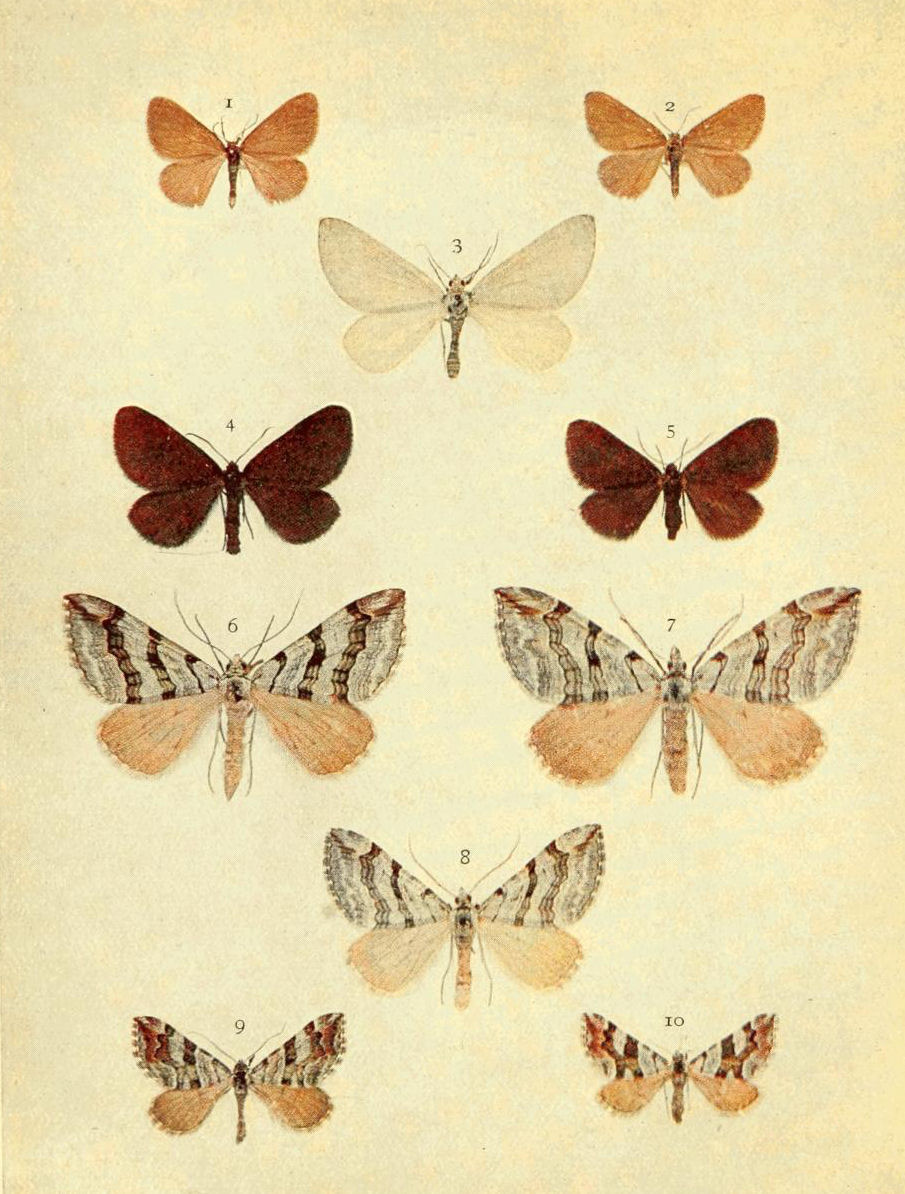